# Macrosiphum wilsoni
Macrosiphum wilsoni är en insektsart som beskrevs av Jensen 2000. Macrosiphum wilsoni ingår i släktet Macrosiphum och familjen långrörsbladlöss. Inga underarter finns listade i Catalogue of Life.